# Jazz Royalty

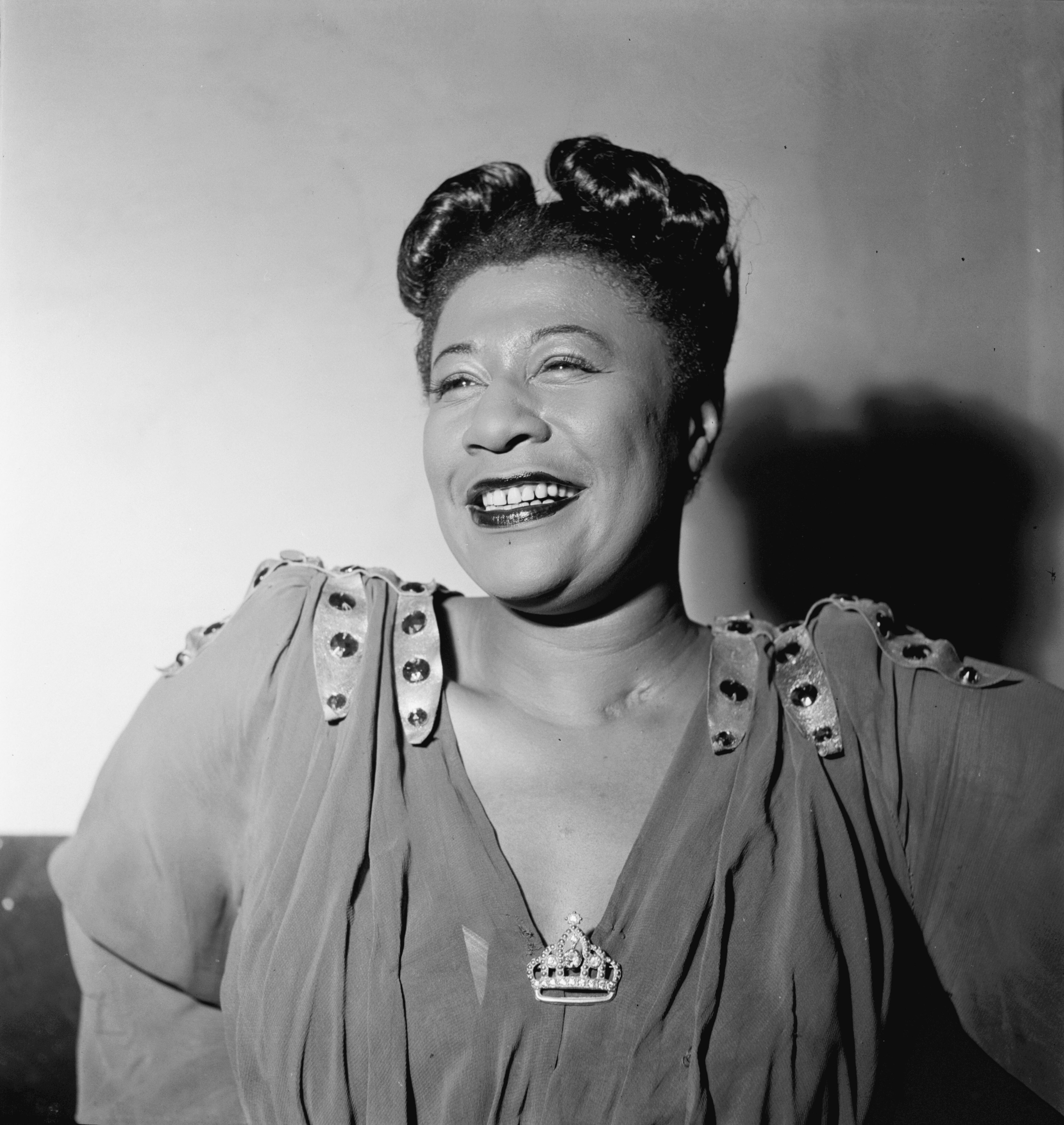
La chanteuse de Jazz Ella Fitzgerald était surnommée la "Reine du Jazz".

La Jazz royalty (« Royauté du jazz ») est une expression qui se rapporte aux quelques grands musiciens de jazz qui ont un titre de noblesse dans leur nom ou leur surnoms.

## Les premiers «monarques» du jazz de La Nouvelle-Orléans
La pratique trouve ses racines à La Nouvelle-Orléans, au début du XXe siècle, avant que la musique soit communément appelée jazz. Buddy Bolden était connu sous le nom de King Bolden, en tant que virtuose du mouvement musical de La Nouvelle-Orléans et de la trompette.
La prise de conscience que de tels titres pouvaient avoir de l'importance dans les relations commerciales et les relations publiques date aussi de cette période. Constatant la popularité de Bolden, le violoniste et chef d'orchestre de jazz Alex Watzke a commencé à s'afficher en tant que King Watzke, et donnait quelques pièces à des enfants pour qu'ils le précèdent quand il marchait dans la rue en s'exclamant « King Watzke arrive ». Voyant le succès de cette nouvelle appellation, quelques autres musiciens l'utilisèrent, plus par amusement que par respect, comme c'était le cas pour Bolden.
Après que Bolden a été institutionnalisé en 1907, sa couronne a été prise par Freddie Keppard. King Keppard a régné jusqu'en 1914, date à laquelle Joe Oliver l'a battu dans des batailles musicales.
Joe Oliver a quitté La Nouvelle-Orléans en 1919. Par la suite, quelques écrivains ont supposé que la couronne de la trompette a été alors attribuée au protégé d'Oliver : Louis Armstrong, mais Armstrong et ses contemporains n'ont jamais fait une telle revendication. Armstrong avait un grand rival en la personne de Buddie Petit, que beaucoup classaient au-dessus du jeune Armstrong dans la période 1919-1922. Aucun des deux ne s'affichait comme roi.

## Les rois du jazz national
Oliver était connu sous l'appellation « King Oliver » à Chicago, et il a ensuite été perçu comme le roi du jazz jusqu'en 1925, quand Louis Armstrong a fait son retour de New York à Chicago. Le grand respect et la grande admiration qu'avait Armstrong pour Oliver est probablement la raison qui l'a empêché de revendiquer le titre d'Oliver, bien qu'à la demande de sa femme Lil Hardin Armstrong, Louis Armstrong était annoncé comme le « meilleur trompettiste de jazz du monde », rendant le titre d'Oliver plus honorifique, plutôt qu'une marque de supériorité.
Pendant ce temps, à New-York, Paul Whiteman s'affichait lui-même en tant que roi du jazz (king of jazz). Ses enregistrements populaires dans toute la nation, et ses disques les plus vendus le placent plutôt dans la catégorie d'une musique pop influencée par le jazz, plutôt que dans le jazz, mais à la consternation de nombreux fans de jazz, Whiteman était largement connu en tant que roi du jazz dans les années 1920 et 1930 et un film, King Of Jazz, mettant en valeur Whiteman et son orchestre apparaît à l'écran en 1930.
Jelly Roll Morton faisait partie des gens gênés par l'auto-appellation de Whiteman et a tenté à plusieurs reprises de le défier. En 1924, il a appelé son orchestre Les rois du jazz (The Kings of Jazz), mais ce titre n'a jamais été adopté.

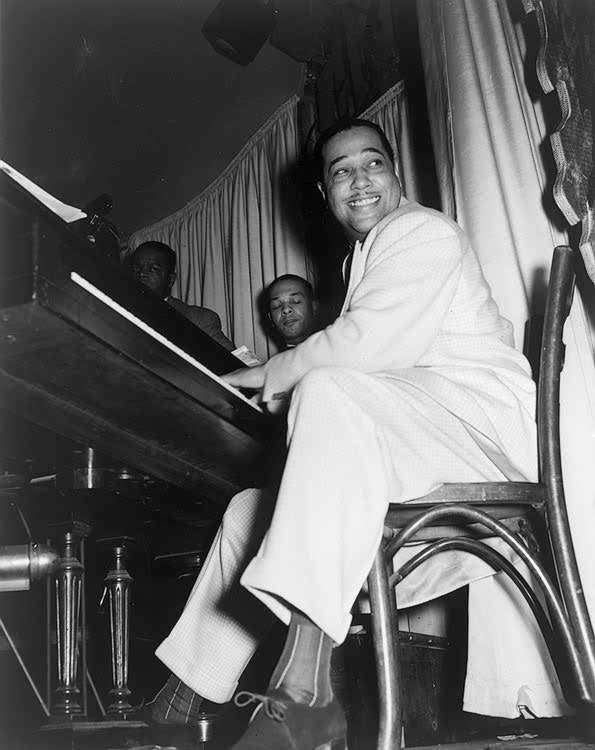
Duke Ellington

## L'ère du Swing
Benny Goodman était communément appelé le roi du swing (The King of Swing). Son rival, Artie Shaw, était souvent appelé le roi de la clarinette (King of the Clarinet). La chanson de Goodman King Porter Stomp a été écrite par Jelly Roll Morton après qu'il a connu un pianiste appelé Porter King. Plus tard, un chef d'orchestre peu connu a pris le titre de roi Porter (King Porter).
Le surnom de Nat King Cole est inspiré en partie de la comptine Old King Cole, et en partie par son impressionnante technique au piano.
Il existait un big band populaire, et ironiquement aimable, mené par Blue Barron (nom de scène). Blue Barron s'est une fois présenté comme un prétendant pour le titre de King of the Mickey Mouse Bands, qui se traduit par roi de l'orchestre de Mickey Mouse.

## Les monarques et aristocrates du jazz plus récents
- Sharkey Bonano présentait son orchestre sous le titre de Sharkey et ses rois du Dixieland (Sharkey & His Kings of Dixieland).
- Charles Mingus s'est surnommé "baron Mingus" pendant une courte période, à ses débuts.
- Beaucoup de disques d'Al Hirt le présentaient Al Il est le roi (He's the king) Hirt.

## Les titres les plus connus des personnages royaux du jazz
- The King (le Roi) : Joe Oliver
- The Duke (le Duc) : Duke Ellington
- The Count (Le Comte) : Count Basie
- The Earl (Le Comte) : Earl Hines, plus généralement appelé "Fatha"
- The First Lady (la Première dame) : Ella Fitzgerald (aussi connue sous le nom de the First Lady of Song')
- Prez (diminutif de Président) : Lester Young
- Vice Prez : Paul Quinichette, dont le style ressemblait à celui de Young.
- Lady Day (La Dame de la Lumière, titre inventé par Lester Young) : Billie Holiday
- The Prince of Darkness (Le Prince des Ténèbres) : Miles Davis
- Sir Roland Hanna, anobli en 1970 par le président du Liberia, William Tubman.
- Sir Charles Thompson a été anobli par Lester Young.
- High Priest of Bop (Le Grand Prêtre du Bop) : Thelonious Monk
- High Priestess of Soul (La Grande Prêtresse de la Soul) : Nina Simone

## Les monarques du blues
Mamie Smith était présentée comme la reine du Blues (Queen of the Blues); Bessie Smith l'a surpassée avec le titre d'impératrice du Blues (Empress of the Blues). Bien plus tard, Dinah Washington a aussi été affichée comme la « reine du Blues » (Queen of the Blues).
B.B. King s'appelait toujours le Blues Boy (L'enfant du Blues) ou Beale Street Blues Boy (L'enfant du Blues de la rue Beale), les bluesman Albert King et Freddie King étaient ravis de partager leur nom de famille avec B.B. King.

## Autres surnoms
Beaucoup d'autres grands du jazz portaient des surnoms qui n'étaient pas liés à la royauté, mais certains les considèrent comme faisant partie des personnalités royales, simplement parce qu'ils méritent, par la qualité de leur musique, une place parmi les meilleurs. D'autres surnoms sont plus familiers, certains parfois accolés à leur nom : Fats Waller, Willie the Lion Smith, Harry Sweets Edison, Julian Cannonball Adderley, etc.
- Pops : Louis Armstrong. Le surnom Satchmo était populaire dans la promotion des concerts, mais les autres musiciens de jazz et ses amis l'appelaient Pops
- Dizzy (le vertigineux) : Dizzy Gillespie
- Bird, ou Yardbird (L'oiseau) : Charlie Parker
- The Boss of the Blues : Big Joe Turner n'a pas rencontré de rival réclamant ce titre
- Trane : John Coltrane
- The Sound (Le Son) : Stan Getz
- Bean (Le haricot !) : Coleman Hawkins
- The Rabbit (le lapin) : Johnny Hodges